# Saint-Simon, Charente

Saint-Simon este o comună în departamentul Charente, Franța. În 1 ianuarie 2022 avea o populație de 229 de locuitori.